# Pselaphelia conspersa
Pselaphelia conspersa är en fjärilsart som beskrevs av Aurivillius 1893. Pselaphelia conspersa ingår i släktet Pselaphelia och familjen påfågelsspinnare. Inga underarter finns listade i Catalogue of Life.